# Bundestagswahlkreis Hamburg-Mitte
Der Wahlkreis Hamburg-Mitte (Wahlkreis 18) ist ein Bundestagswahlkreis in Hamburg und umfasst das Gebiet des Bezirks Hamburg-Mitte ohne den Stadtteil Wilhelmsburg sowie die zum Bezirk Hamburg-Nord gehörigen Stadtteile Barmbek-Nord, Barmbek-Süd, Dulsberg, Hohenfelde, Uhlenhorst. Wahlberechtigt waren bei der letzten Bundestagswahl 245.210 Einwohner. Zum Wahlkreis gehört auch der Nationalpark Hamburgisches Wattenmeer, der allerdings weitgehend unbewohnt ist.

## Geschichte
Bei den Bundestagswahlen 1965 bis 1998 hatte der Wahlkreis Hamburg-Mitte die Nummer 12. Seit der Bundestagswahl 2002 trug er die Wahlkreisnummer 19, seit 2013 die 18.
Der Wahlkreis wurde für die Bundestagswahl 1965 neu gebildet und ging aus Teilen der ehemaligen Wahlkreise Hamburg I, Hamburg VI und Hamburg VII hervor. Das Wahlkreisgebiet umfasste ursprünglich den Bezirk Hamburg-Mitte ohne die Stadtteile Horn, Billstedt und Billbrook. Außerdem gehörten zum Wahlkreis der Stadtteil Altona-Altstadt und der Ortsteil Altona-Nord/Süd aus dem Bezirk Hamburg-Altona. Für die Bundestagswahl 1976 kamen noch der Stadtteil Eilbek aus dem Bezirk Hamburg-Wandsbek hinzu. Bei den Bundestagswahlen 1980 bis 1998 setzte sich der Wahlkreis dann aus dem Bezirk Hamburg-Mitte ohne die Ortsamtsgebiete Finkenwerder und Billstedt sowie aus dem zum Bezirk Hamburg-Nord gehörigen Ortsamtsgebiet Barmbek-Uhlenhorst zusammen. Für die Bundestagswahl 2002 wurde das Wahlkreisgebiet neu zugeschnitten. Es enthielt dabei den Bezirk Mitte in seinen damaligen Grenzen sowie die Stadtteile Barmbek-Nord, Barmbek-Süd, Uhlenhorst, Hohenfelde, Dulsberg und Eilbek aus den Bezirken Hamburg-Nord bzw. Wandsbek.
2008 wurde unter anderem aus Gebiet des Bezirks Hamburg-Mitte der neue Hamburger Stadtteil Sternschanze im Bezirk Altona gebildet. Zur Bundestagswahl 2009 fand diese Änderung noch keine Berücksichtigung beim Zuschnitt der Wahlkreise, erst zur Wahl 2013 wechselte das entsprechende Gebiet auch in den Wahlkreis Hamburg-Altona.
Zum Stichtag 31. Dezember 2013 hatte der Wahlkreis etwa 19,1 % mehr deutsche Einwohner als der Durchschnitt aller Bundestags-Wahlkreise. Der Wert soll gesetzlich vorgegeben um maximal 15 Prozent vom Durchschnitt abweichen. Die Wahlkreiskommission schlug daher in ihrem Bericht vom Januar 2015 vor, zur nächsten Bundestagswahl den Stadtteil Eilbek aus dem Wahlkreis Hamburg-Mitte in den Wahlkreis Hamburg-Wandsbek zu verlagern. Dies wurde zur Bundestagswahl 2017 verwirklicht.

## Wahlkreisabgeordnete
| Wahl | Abgeordneter | Abgeordneter   | Partei | Stimmen in % |
| ---- | ------------ | -------------- | ------ | ------------ |
| 1965 |              | Eugen Glombig  | SPD    | 53,8         |
| 1969 | 60,7         | Eugen Glombig  | SPD    |              |
| 1972 | 64,6         | Eugen Glombig  | SPD    |              |
| 1976 | 57,7         | Eugen Glombig  | SPD    |              |
| 1980 |              | Freimut Duve   | SPD    | 57,5         |
| 1983 | 54,3         | Freimut Duve   | SPD    |              |
| 1987 | 47,1         | Freimut Duve   | SPD    |              |
| 1990 | 47,3         | Freimut Duve   | SPD    |              |
| 1994 | 45,1         | Freimut Duve   | SPD    |              |
| 1998 |              | Johannes Kahrs | SPD    | 50,9         |
| 2002 | 54,1         | Johannes Kahrs | SPD    |              |
| 2005 | 49,5         | Johannes Kahrs | SPD    |              |
| 2009 | 34,6         | Johannes Kahrs | SPD    |              |
| 2013 | 39,2         | Johannes Kahrs | SPD    |              |
| 2017 | 30,9         | Johannes Kahrs | SPD    |              |
| 2021 |              | Falko Droßmann | SPD    | 33,2         |
| 2025 | 27,4         | Falko Droßmann | SPD    |              |

## Wahlergebnisse

### Bundestagswahl 2025
| Kandidaten                                             | Kandidaten                     | Parteien/Listen     | Erststimmen | Erststimmen | Zweitstimmen | Zweitstimmen |
| Kandidaten                                             | Kandidaten                     | Parteien/Listen     | Stimmen     | %           | Stimmen      | %            |
| ------------------------------------------------------ | ------------------------------ | ------------------- | ----------- | ----------- | ------------ | ------------ |
|                                                        | Falko Droßmanngewählt im WK    | SPD                 | 51.536      | 27,4        | 41.803       | 22,2         |
|                                                        | Emilia Johanna Fester          | GRÜNE               | 40.344      | 21,5        | 38.169       | 20,3         |
|                                                        | Christoph Bernhard de Vries    | CDU                 | 31.829      | 17,0        | 29.588       | 15,7         |
|                                                        | Max Hauptmann                  | FDP                 | 6.539       | 3,5         | 7.745        | 4,1          |
|                                                        | Marinus Johannes Stehmeier     | Die Linke           | 31.014      | 16,5        | 35.750       | 19,0         |
|                                                        | Nicole Jordan                  | AfD                 | 19.898      | 10,6        | 19.813       | 10,5         |
|                                                        | –                              | Tierschutzpartei    | –           | –           | 1.826        | 1,0          |
|                                                        | –                              | Die PARTEI          | –           | –           | 1.065        | 0,6          |
|                                                        | Nichant Makar                  | FREIE WÄHLER        | 1.467       | 0,8         | 666          | 0,4          |
|                                                        | Friederike Delong              | Volt                | 4.688       | 2,5         | 3.022        | 1,6          |
|                                                        | Joachim Robert Maria Griesbaum | MLPD                | 436         | 0,2         | 129          | 0,1          |
|                                                        | –                              | BÜNDNIS DEUTSCHLAND | –           | –           | 242          | 0,1          |
|                                                        | –                              | BSW                 | –           | –           | 8.514        | 4,5          |
| Gesamt                                                 | Gesamt                         | Gesamt              | 187.751     | 100         | 188.332      | 100          |
|                                                        |                                |                     |             |             |              |              |
| Ungültige Stimmen                                      | Ungültige Stimmen              | Ungültige Stimmen   | 1.683       | 0,9         | 1.102        | 0,6          |
| Wähler                                                 | Wähler                         | Wähler              | 189.434     | 77,7        | 189.434      | 77,7         |
| Wahlberechtigte                                        | Wahlberechtigte                | Wahlberechtigte     | 243.951     |             | 243.951      |              |
|                                                        |                                |                     |             |             |              |              |
| Quellen: Die Bundeswahlleiterin, Kandidaten – Ergebnis |                                |                     |             |             |              |              |

### Bundestagswahl 2021
| Kandidaten                                            | Kandidaten                  | Parteien/Listen   | Erststimmen | Erststimmen | Zweitstimmen | Zweitstimmen |
| Kandidaten                                            | Kandidaten                  | Parteien/Listen   | Stimmen     | %           | Stimmen      | %            |
| ----------------------------------------------------- | --------------------------- | ----------------- | ----------- | ----------- | ------------ | ------------ |
|                                                       | Christoph de Vries          | CDU               | 23.231      | 13,0        | 19.982       | 11,2         |
|                                                       | Falko Droßmanngewählt im WK | SPD               | 59.229      | 33,2        | 51.170       | 28,7         |
|                                                       | Manuel Muja                 | GRÜNE             | 46.326      | 26,0        | 49.791       | 27,9         |
|                                                       | David Stoop                 | DIE LINKE         | 16.195      | 9,1         | 15.593       | 8,7          |
|                                                       | James Blum                  | FDP               | 14.424      | 8,1         | 18.723       | 10,5         |
|                                                       | Nicole Jordan               | AfD               | 8.664       | 4,9         | 9.100        | 5,1          |
|                                                       | Arne Ihlenfeld              | Die PARTEI        | 4.251       | 2,4         | 2.494        | 1,4          |
|                                                       | –                           | Tierschutzpartei  | –           | –           | 2.486        | 1,4          |
|                                                       | Ralf Reimer                 | FREIE WÄHLER      | 1.340       | 0,8         | 974          | 0,5          |
|                                                       | Sebastian Bollien           | ÖDP               | 704         | 0,4         | 370          | 0,2          |
|                                                       | –                           | V-Partei³         | –           | –           | 303          | 0,2          |
|                                                       | Lennart Schwarzbach         | NPD               | 136         | 0,1         | 130          | 0,1          |
|                                                       | Joachim Griesbaum           | MLPD              | 194         | 0,1         | 70           | 0,0          |
|                                                       | –                           | DKP               | –           | –           | 112          | 0,1          |
|                                                       | Dennis Sommer               | dieBasis          | 2.940       | 1,6         | 2.396        | 1,3          |
|                                                       | –                           | BÜNDNIS21         | –           | –           | 77           | 0,0          |
|                                                       | –                           | du.               | –           | –           | 398          | 0,2          |
|                                                       | –                           | LKR               | –           | –           | 50           | 0,0          |
|                                                       | –                           | Die Humanisten    | –           | –           | 275          | 0,2          |
|                                                       | –                           | PIRATEN           | –           | –           | 905          | 0,5          |
|                                                       | –                           | Team Todenhöfer   | –           | –           | 2.019        | 1,1          |
|                                                       | –                           | Volt              | –           | –           | 1.137        | 0,6          |
|                                                       | Odin Janoske-Kizildag       | Einzelbewerber    | 564         | 0,3         | –            | –            |
| Gesamt                                                | Gesamt                      | Gesamt            | 178.198     | 100         | 178.555      | 100          |
|                                                       |                             |                   |             |             |              |              |
| Ungültige Stimmen                                     | Ungültige Stimmen           | Ungültige Stimmen | 1.439       | 0,8         | 1.082        | 0,6          |
| Wähler                                                | Wähler                      | Wähler            | 179.637     | 74,2        | 179.637      | 74,2         |
| Wahlberechtigte                                       | Wahlberechtigte             | Wahlberechtigte   | 242.078     |             | 242.078      |              |
|                                                       |                             |                   |             |             |              |              |
| Quellen: Die Bundeswahlleiterin, Kandidaten – Stimmen |                             |                   |             |             |              |              |

### Bundestagswahl 2017
Zur Bundestagswahl 2017 am 24. September wurden 11 Direktkandidaten und 16 Landeslisten zugelassen.
| Kandidaten                                            | Kandidaten                  | Parteien/Listen   | Erststimmen | Erststimmen | Zweitstimmen | Zweitstimmen |
| Kandidaten                                            | Kandidaten                  | Parteien/Listen   | Stimmen     | %           | Stimmen      | %            |
| ----------------------------------------------------- | --------------------------- | ----------------- | ----------- | ----------- | ------------ | ------------ |
|                                                       | Johannes Kahrsgewählt im WK | SPD               | 53.795      | 30,9        | 41.551       | 23,8         |
|                                                       | Christoph de Vries          | CDU               | 42.149      | 24,2        | 40.909       | 23,5         |
|                                                       | Meryem Celikkol             | GRÜNE             | 22.368      | 12,9        | 25.164       | 14,4         |
|                                                       | Martin Dolzer               | DIE LINKE         | 24.083      | 13,8        | 26.109       | 15,0         |
|                                                       | Michael Kruse               | FDP               | 11.202      | 6,4         | 16.255       | 9,3          |
|                                                       | Nicole Jordan               | AfD               | 12.728      | 7,3         | 13.940       | 8,0          |
|                                                       | Bodo Johlke                 | NPD               | 316         | 0,2         | 348          | 0,2          |
|                                                       | Samantha Edsen              | Die PARTEI        | 4.929       | 2,8         | 3.945        | 2,3          |
|                                                       | Henner Kühne                | FREIE WÄHLER      | 1.038       | 0,6         | 744          | 0,4          |
|                                                       | Martin Krause               | ÖDP               | 1.090       | 0,6         | 613          | 0,4          |
|                                                       | Stephan Brandt              | MLPD              | 317         | 0,2         | 181          | 0,1          |
|                                                       | –                           | BGE               | –           | –           | 1.105        | 0,6          |
|                                                       | –                           | DiB               | –           | –           | 976          | 0,6          |
|                                                       | –                           | DKP               | –           | –           | 113          | 0,1          |
|                                                       | –                           | Tierschutzpartei  | –           | –           | 1.817        | 1,0          |
|                                                       | –                           | V-Partei³         | –           | –           | 523          | 0,3          |
| Gesamt                                                | Gesamt                      | Gesamt            | 174.015     | 100         | 174.293      | 100          |
|                                                       |                             |                   |             |             |              |              |
| Ungültige Stimmen                                     | Ungültige Stimmen           | Ungültige Stimmen | 1.716       | 1,0         | 1.438        | 0,8          |
| Wähler                                                | Wähler                      | Wähler            | 175.731     | 72,2        | 175.731      | 72,2         |
| Wahlberechtigte                                       | Wahlberechtigte             | Wahlberechtigte   | 243.543     |             | 243.543      |              |
|                                                       |                             |                   |             |             |              |              |
| Quellen: Die Bundeswahlleiterin, Kandidaten – Stimmen |                             |                   |             |             |              |              |

Das Direktmandat errang Johannes Kahrs, der im Mai 2020 auf sein Mandat verzichtete und aus dem Bundestag ausschied. Es rückte von der SPD-Landesliste Dorothee Martin nach.

### Bundestagswahl 2013
Zur Bundestagswahl 2013 am 22. September wurden 12 Direktkandidaten und 13 Landeslisten zugelassen.
| Kandidaten                               | Kandidaten                  | Parteien/Listen   | Erststimmen | Erststimmen | Zweitstimmen | Zweitstimmen |
| Kandidaten                               | Kandidaten                  | Parteien/Listen   | Stimmen     | %           | Stimmen      | %            |
| ---------------------------------------- | --------------------------- | ----------------- | ----------- | ----------- | ------------ | ------------ |
|                                          | Dirk Marx                   | CDU               | 46.753      | 28,2        | 44.947       | 27,0         |
|                                          | Johannes Kahrsgewählt im WK | SPD               | 64.997      | 39,2        | 55.721       | 33,5         |
|                                          | Katharina Fegebank          | GRÜNE             | 19.943      | 12,0        | 22.645       | 13,6         |
|                                          | Najibulla Karim             | FDP               | 2.878       | 1,7         | 6.458        | 3,9          |
|                                          | Jochen Hanisch              | DIE LINKE         | 15.693      | 9,5         | 18.124       | 10,9         |
|                                          | Michael Büker               | PIRATEN           | 5.733       | 3,5         | 6.442        | 3,9          |
|                                          | Torben Klebe                | NPD               | 1.245       | 0,7         | 1.257        | 0,8          |
|                                          | –                           | RENTNER           | –           | –           | 790          | 0,5          |
|                                          | –                           | ÖDP               | –           | –           | 417          | 0,3          |
|                                          | –                           | MLPD              | –           | –           | 92           | 0,1          |
|                                          | Kay Gottschalk              | AfD               | 5.525       | 3,3         | 7.186        | 4,3          |
|                                          | Henner Kühne                | FREIE WÄHLER      | 700         | 0,4         | 589          | 0,4          |
|                                          | Michel Gérard               | Die PARTEI        | 1.738       | 1,0         | 1.545        | 0,9          |
|                                          | Stefan Füsers               | Einzelbewerber    | 661         | 0,4         | –            | –            |
|                                          | Romuald Jasinski            | Einzelbewerber    | 154         | 0,1         | –            | –            |
| Gesamt                                   | Gesamt                      | Gesamt            | 166.020     | 100         | 166.213      | 100          |
|                                          |                             |                   |             |             |              |              |
| Ungültige Stimmen                        | Ungültige Stimmen           | Ungültige Stimmen | 2.445       | 1,5         | 2.252        | 1,3          |
| Wähler                                   | Wähler                      | Wähler            | 168.465     | 65,6        | 168.465      | 65,6         |
| Wahlberechtigte                          | Wahlberechtigte             | Wahlberechtigte   | 256.862     |             | 256.862      |              |
|                                          |                             |                   |             |             |              |              |
| Quellen: Die Bundeswahlleiterin, Stimmen |                             |                   |             |             |              |              |

### Bundestagswahl 2009
| Kandidaten                                          | Kandidaten                  | Parteien/Listen   | Erststimmen | Erststimmen | Zweitstimmen | Zweitstimmen |
| Kandidaten                                          | Kandidaten                  | Parteien/Listen   | Stimmen     | %           | Stimmen      | %            |
| --------------------------------------------------- | --------------------------- | ----------------- | ----------- | ----------- | ------------ | ------------ |
|                                                     | Johannes Kahrsgewählt im WK | SPD               | 56.809      | 34,5        | 46.419       | 28,1         |
|                                                     | David Erkalp                | CDU               | 43.587      | 26,5        | 38.689       | 23,4         |
|                                                     | Farid Müller                | GRÜNE             | 27.213      | 16,5        | 27.865       | 16,9         |
|                                                     | Lothar Hänsch               | FDP               | 12.818      | 7,8         | 19.105       | 11,6         |
|                                                     | Joachim Bischoff            | DIE LINKE         | 21.718      | 13,2        | 22.702       | 13,7         |
|                                                     | Jürgen Rieger               | NPD               | 2.348       | 1,4         | 1.822        | 1,1          |
|                                                     | –                           | MLPD              | –           | –           | 132          | 0,1          |
|                                                     | –                           | DVU               | –           | –           | 243          | 0,1          |
|                                                     | –                           | ödp               | –           | –           | 675          | 0,4          |
|                                                     | -                           | PIRATEN           | –           | –           | 6.303        | 3,8          |
|                                                     | –                           | RENTNER           | –           | –           | 1.176        | 0,7          |
| Gesamt                                              | Gesamt                      | Gesamt            | 164.493     | 100         | 165.131      | 100          |
|                                                     |                             |                   |             |             |              |              |
| Ungültige Stimmen                                   | Ungültige Stimmen           | Ungültige Stimmen | 2.727       | 1,6         | 2.089        | 1,2          |
| Wähler                                              | Wähler                      | Wähler            | 167.220     | 66,1        | 167.220      | 66,1         |
| Wahlberechtigte                                     | Wahlberechtigte             | Wahlberechtigte   | 252.967     |             | 252.967      |              |
|                                                     |                             |                   |             |             |              |              |
| Quellen: Der Bundeswahlleiter, Kandidaten – Stimmen |                             |                   |             |             |              |              |

### Bundestagswahl 2005
| Kandidaten                                          | Kandidaten                  | Parteien/Listen      | Erststimmen | Erststimmen | Zweitstimmen | Zweitstimmen |
| Kandidaten                                          | Kandidaten                  | Parteien/Listen      | Stimmen     | %           | Stimmen      | %            |
| --------------------------------------------------- | --------------------------- | -------------------- | ----------- | ----------- | ------------ | ------------ |
|                                                     | Johannes Kahrsgewählt im WK | SPD                  | 87.748      | 49,5        | 74.573       | 42,0         |
|                                                     | Antje Blumenthal            | CDU                  | 48.762      | 27,5        | 42.351       | 23,9         |
|                                                     | Krista Sager                | GRÜNE                | 20.230      | 11,4        | 27.703       | 15,6         |
|                                                     | Leif Schrader               | FDP                  | 6.407       | 3,6         | 13.806       | 7,8          |
|                                                     | Zaman Masudi                | Die Linke.           | 10.869      | 6,1         | 13.967       | 7,9          |
|                                                     | Ulrich Harder               | NPD                  | 2.433       | 1,4         | 2.201        | 1,2          |
|                                                     | -                           | APPD                 | –           | –           | 381          | 0,2          |
|                                                     | –                           | MLPD                 | –           | –           | 117          | 0,1          |
|                                                     | –                           | Die Tierschutzpartei | –           | –           | 1.540        | 0,9          |
|                                                     | –                           | Die PARTEI           | –           | –           | 727          | 0,4          |
|                                                     | Torsten Wrage               | Einzelbewerber       | 715         | 0,4         | –            | –            |
| Gesamt                                              | Gesamt                      | Gesamt               | 177.164     | 100         | 177.366      | 100          |
|                                                     |                             |                      |             |             |              |              |
| Ungültige Stimmen                                   | Ungültige Stimmen           | Ungültige Stimmen    | 2.588       | 1,4         | 2.386        | 1,3          |
| Wähler                                              | Wähler                      | Wähler               | 179.752     | 73,3        | 179.752      | 73,3         |
| Wahlberechtigte                                     | Wahlberechtigte             | Wahlberechtigte      | 245.210     |             | 245.210      |              |
|                                                     |                             |                      |             |             |              |              |
| Quellen: Der Bundeswahlleiter, Kandidaten – Stimmen |                             |                      |             |             |              |              |

### Bundestagswahl 2002
| Kandidaten                                          | Kandidaten                  | Parteien/Listen   | Erststimmen | Erststimmen | Zweitstimmen | Zweitstimmen |
| Kandidaten                                          | Kandidaten                  | Parteien/Listen   | Stimmen     | %           | Stimmen      | %            |
| --------------------------------------------------- | --------------------------- | ----------------- | ----------- | ----------- | ------------ | ------------ |
|                                                     | Johannes Kahrsgewählt im WK | SPD               | 97.680      | 54,1        | 83.033       | 45,9         |
|                                                     | Antje Blumenthal            | CDU               | 47.812      | 26,5        | 41.684       | 23,0         |
|                                                     | Krista Sager                | GRÜNE             | 20.583      | 11,4        | 30.634       | 16,9         |
|                                                     | Wolfgang Richard Deppert    | FDP               | 8.451       | 4,7         | 10.725       | 5,9          |
|                                                     | Yavuz Fersoglu              | PDS               | 3.705       | 2,1         | 4.980        | 2,8          |
|                                                     | -                           | REP               | –           | –           | 283          | 0,2          |
|                                                     | Ulrich Harder               | NPD               | 1.310       | 0,7         | 492          | 0,3          |
|                                                     | Bernd Rubart                | BüSo              | 496         | 0,3         | 201          | 0,1          |
|                                                     | –                           | DIE FRAUEN        | –           | –           | 520          | 0,3          |
|                                                     | –                           | Schill            | –           | –           | 8.371        | 4,6          |
|                                                     | Tina Sanders                | DKP               | 418         | 0,2         | –            | –            |
| Gesamt                                              | Gesamt                      | Gesamt            | 180.455     | 100         | 180.923      | 100          |
|                                                     |                             |                   |             |             |              |              |
| Ungültige Stimmen                                   | Ungültige Stimmen           | Ungültige Stimmen | 2.479       | 1,4         | 2.011        | 1,1          |
| Wähler                                              | Wähler                      | Wähler            | 182.934     | 75,2        | 182.934      | 75,2         |
| Wahlberechtigte                                     | Wahlberechtigte             | Wahlberechtigte   | 243.210     |             | 243.210      |              |
|                                                     |                             |                   |             |             |              |              |
| Quellen: Der Bundeswahlleiter, Kandidaten – Stimmen |                             |                   |             |             |              |              |

### Bundestagswahl 1998
| Kandidaten                                          | Kandidaten                  | Parteien/Listen     | Erststimmen | Erststimmen | Zweitstimmen | Zweitstimmen |
| Kandidaten                                          | Kandidaten                  | Parteien/Listen     | Stimmen     | %           | Stimmen      | %            |
| --------------------------------------------------- | --------------------------- | ------------------- | ----------- | ----------- | ------------ | ------------ |
|                                                     | Johannes Kahrsgewählt im WK | SPD                 | 59.100      | 50,9        | 55.667       | 47,8         |
|                                                     | Antje Blumenthal            | CDU                 | 31.776      | 27,4        | 28.057       | 24,1         |
|                                                     | Kristin Maria Heyne         | GRÜNE               | 14.749      | 12,7        | 16.690       | 14,3         |
|                                                     | Joachim Sproß               | FDP                 | 3.188       | 2,7         | 5.980        | 5,1          |
|                                                     | Martin Wittmaack            | PDS                 | 3.215       | 2,8         | 3.838        | 3,3          |
|                                                     | -                           | APPD                | –           | –           | 429          | 0,4          |
|                                                     | –                           | BFB – Die Offensive | –           | –           | 255          | 0,2          |
|                                                     | –                           | Chance 2000         | –           | –           | 216          | 0,2          |
|                                                     | –                           | DVU                 | –           | –           | 2.635        | 2,3          |
|                                                     | Johann Dolny                | GRAUE               | 1.296       | 1,1         | 791          | 0,7          |
|                                                     | Ute Behrens                 | REP                 | 2.252       | 1,9         | 717          | 0,6          |
|                                                     | –                           | Pro DM              | –           | –           | 461          | 0,4          |
|                                                     | –                           | Tierschutzpartei    | –           | –           | 426          | 0,4          |
|                                                     | –                           | NPD                 | –           | –           | 147          | 0,1          |
|                                                     | Ingeborg Renate Kramer      | NATURGESETZ         | 556         | 0,5         | 229          | 0,2          |
| Gesamt                                              | Gesamt                      | Gesamt              | 116.132     | 100         | 116.538      | 100          |
|                                                     |                             |                     |             |             |              |              |
| Ungültige Stimmen                                   | Ungültige Stimmen           | Ungültige Stimmen   | 1.913       | 1,6         | 1.507        | 1,3          |
| Wähler                                              | Wähler                      | Wähler              | 118.045     | 77,1        | 118.045      | 77,1         |
| Wahlberechtigte                                     | Wahlberechtigte             | Wahlberechtigte     | 153.136     |             | 153.136      |              |
|                                                     |                             |                     |             |             |              |              |
| Quellen: Der Bundeswahlleiter, Kandidaten – Stimmen |                             |                     |             |             |              |              |

### Bundestagswahl 1994
| Kandidaten                             | Kandidaten                | Parteien/Listen   | Erststimmen | Erststimmen | Zweitstimmen | Zweitstimmen |
| Kandidaten                             | Kandidaten                | Parteien/Listen   | Stimmen     | %           | Stimmen      | %            |
| -------------------------------------- | ------------------------- | ----------------- | ----------- | ----------- | ------------ | ------------ |
|                                        | Freimut Duvegewählt im WK | SPD               | 54.112      | 45,1        | 50.306       | 41,9         |
|                                        | Antje Blumenthal          | CDU               | 37.899      | 31,6        | 35.906       | 29,9         |
|                                        | Mahmut Erdem              | GRÜNE             | 17.242      | 14,4        | 18.503       | 15,4         |
|                                        | Rainer Lettow             | FDP               | 3.434       | 2,9         | 6.725        | 5,6          |
|                                        | Bernt Kamin               | PDS               | 2.689       | 2,2         | 4.133        | 3,4          |
|                                        | Johann Dolny              | GRAUE             | 2.226       | 1,9         | 1.821        | 1,5          |
|                                        | –                         | NATURGESETZ       | –           | –           | 353          | 0,3          |
|                                        | Ute Behrens               | REP               | 2.299       | 1,9         | 2.177        | 1,8          |
|                                        | –                         | MLPD              | –           | –           | 34           | 0,0          |
|                                        | –                         | ödp               | –           | –           | 189          | 0,2          |
|                                        | Bernhard Christian Conrad | Einzelbewerber    | 102         | 0,1         | –            | –            |
| Gesamt                                 | Gesamt                    | Gesamt            | 120.003     | 100         | 120.147      | 100          |
|                                        |                           |                   |             |             |              |              |
| Ungültige Stimmen                      | Ungültige Stimmen         | Ungültige Stimmen | 1.124       | 0,9         | 980          | 0,8          |
| Wähler                                 | Wähler                    | Wähler            | 121.127     | 74,8        | 121.127      | 74,8         |
| Wahlberechtigte                        | Wahlberechtigte           | Wahlberechtigte   | 162.020     |             | 162.020      |              |
|                                        |                           |                   |             |             |              |              |
| Quellen: Der Bundeswahlleiter, Stimmen |                           |                   |             |             |              |              |